# Мађионичари (ТВ серија)
Мађионичари (енгл. The Magicians) је америчка научно-фантастична телевизијска серија, која се емитује на Сајфај (енгл. Syfy) каналу, а заснована је на роману Лева Гросмана који носи исто име. Мајкл Лондон, Џенис Вилијамс, Џон Макнамара и Сира Гембл су извршни продуценти. Прва сезона серије добила је 13 епизода у мају 2015. године, а серија је премијерно приказана 16. децембра 2015. године. 
У априлу 2017. серија је обновљена за трећу сезону од 13 епизода, која је премијерно приказана 10. јануара 2018. године. У фебруару 2018. серија је обновљена за четврту сезону од 13 епизода, која је премијерно приказана 23. јануара 2019. године. 

## Радња
Квентин Колдвотер се уписује на Брејкбилс универзитет за магичну педагогију, да би био обучен за мађионичара, где открива да је магични свет из његових омиљених књига из детињства стваран и представља опасност за човечанство. Он је доживотни фан збирке Филорија и даље и открива да су романи у ствари засновани на истинитим догађајима. У међувремену, живот његове пријатељице из детињства је преусмерен када јој је одбијен улазак у Брејкбилс, и она почиње да тражи магију на другим местима. 

## Глумачка постава и ликови
- Џејсон Ралф као Квентин Колдвотер, уписује Брејкбилс универзитет за магичну педагогију, како би био обучен за мађионичара.

- Стела Мејв као Џулија Викер, Квентинова пријатељица од детињства, студенткиња Ајви лиге која није примљена у Брејкбилс, и коју регрутује тајно магично друштво вештица.

- Оливија Тејлор Дудли као Алис Квин, природно надарена мађионичарка и Квентинова девојка, чији су родитељи мађионичари који су је занемаривали у породичном животу.

- Хејл Еплмен као Елиот Вог, студент у Брејкбилсу, старији од Квентина, са којим је близак пријатељ.

- Арџун Гупта као Вилијам Пени Адијоди, Квентинов цимер и вршњак. Он је талентован мађионичар који је телепата и путник, односно неко ко може да путује између светова. Упркос његовом дрском понашању, Пени је одан пријатељима.

- Самер Бишил као Марго Хенсон, чије је у роману име Џенет. Њено име је промењено како би се избегла конфузија са другим именима која почињу са Џ. Она је Елиотова блиска пријатељица и веома је харизматична.

- Рик Ворти као Хенри Фог, декан Брејкбилса.

- Џејд Тејлор као Кејди Орлоф-Дијаз, бунтовна студенткиња Брејкбилса која привлачи Пенијеву пажњу. Након што је побегла из Брејкбилса, придружила се групи мађионичара коју је водио Ричард и у којој се спријатељила са Џулијом.

- Британи Куран као Фен, Елиотова Филоријска жена.

- Тревор Ајнхорн као Џош Хоберман, бивши студент Брејкбилса који је био један од чланова групе која је трагично нестала.

## Епизоде
| Сезона | Сезона | Епизоде | Епизоде | Оригинално емитовање | Оригинално емитовање |
| Сезона | Сезона | Епизоде | Епизоде | Премијера            | Финале               |
| ------ | ------ | ------- | ------- | -------------------- | -------------------- |
|        | 1.     | 13      | 13      | 16. децембар 2015.   | 11. април 2016.      |
|        | 2.     | 13      | 13      | 25. јануар 2017.     | 19. април 2017.      |
|        | 3.     | 13      | 13      | 10. јануар 2018.     | 4. април 2018.       |
|        | 4.     | 13      | 13      | 23. јануар 2019.     | 17. април 2019.      |